# Hakan Balta
Hakan Balta (Berlín, Alemania, 23 de marzo de 1983) es un exfutbolista turco. Jugó de defensa y su último equipo fue el Galatasaray de Turquía.

## Biografía
Balta empezó su carrera en Alemania, en equipos de jueveniles. En 2005 decide trasladarse a Turquía para jugar en el Vestel Manisaspor.
En 2007 ficha por su actual club, el Galatasaray, equipo que para hacerse con su ficha tuvo que pagar 750.000 €, dar a un jugador ( Ferhat Öztorun) y ceder a otros dos (Anıl Karaer y Aydın Yılmaz). Con este club ha ganado el título de Liga en su primera temporada.

### Selección nacional
Ha sido internacional con la Selección de fútbol de Turquía en 12 ocasiones. Su debut como internacional se produjo en 17 de noviembre de 2007 en un partido contra Noruega.
Fue convocado para disputar la Eurocopa de Austria y Suiza de 2008. En esa competición su equipo realizó un gran papel, llegando a semifinales. Hakan Balta fue un fijo en el once titular y disputó todos los minutos de ese torneo.

## Clubes
| Club              | País    | Año       |
| ----------------- | ------- | --------- |
| Vestel Manisaspor | Turquía | 2005-2007 |
| Galatasaray SK    | Turquía | 2007-2018 |

## Palmarés

### Campeonatos nacionales
| Título               | Club        | País    | Año  |
| -------------------- | ----------- | ------- | ---- |
| Superliga de Turquía | Galatasaray | Turquía | 2008 |
| Supercopa de Turquía | Galatasaray | Turquía | 2012 |
| Superliga de Turquía | Galatasaray | Turquía | 2013 |
| Supercopa de Turquía | Galatasaray | Turquía | 2013 |
| Copa de Turquía      | Galatasaray | Turquía | 2014 |
| Superliga de Turquía | Galatasaray | Turquía | 2015 |
| Supercopa de Turquía | Galatasaray | Turquía | 2015 |
| Copa de Turquía      | Galatasaray | Turquía | 2015 |
| Supercopa de Turquía | Galatasaray | Turquía | 2016 |
| Copa de Turquía      | Galatasaray | Turquía | 2016 |
| Superliga de Turquía | Galatasaray | Turquía | 2018 |